# 上一段活用
上一段活用（かみいちだんかつよう）とは、日本語の口語文法および文語文法における動詞の活用のひとつである。現代の口語文法では、全ての活用語尾に五十音図のイ段の音(-i)が入り、それに「よう・ない・る・た・れ・ろ」が付くという形で変化する。

## 概要
語の上一段活用は「着（き）る」「似（に）る」「煮（に）る」「干（ひ）る」「嚏（ひ）る」「簸（ひ）る」「見（み）る」「廻（み）る」「射（い）る」「鋳（い）る」「沃（い）る」「居（ゐ）る」「率（ゐ）る」といった十数語とその複合動詞（「顧（かへり）みる」「率（ひき）ゐる」「用（もち）ゐる」等）しかない。上一段活用の動詞は語幹が母音 -i で終わる母音語幹動詞である(これに対して下一段活用は「-e」音終わり)。そのため語幹は「る」の前のイ段母音までとされ、それ以後が語尾とされる。また、学校文法では活用語尾をイ段音が入る部分からとするため「語幹がない」あるいは「語幹と語尾の区別がない」といった説明されることがある。
文語では語幹母音が母音交替する上二段活用が主要な動詞の形態であり、上一段活用は語幹母音が母音交替しない例外的な動詞のグループである。上一段活用の動詞はすべて語幹が1音節であるが、他の1音節で終わる下二段活用やラ行四段活用と同音になるのを避けるために語幹を安定化させたものと考えられる。
口語では上一段活用は語数が多い。口語においては二段活用の一段化が起こり、上二段活用が上一段活用に合流したためである。この変化によって日本語の動詞の活用はより簡略になった。
口語の上一段活用動詞は下一段活用動詞と並んでら抜き言葉（「見れる」「出れる」など）が生じる。
使役の接尾辞である「-ase-」については「-as-」も併用される。例えば「立たす」ではなく「立たせる」が規範的とされる一方で、「立たせられる」(tat-ase-rare-ru)より「立たされる」(tat-as-ere-ru)が規範的とされる。
外国人を対象にした日本語教育においては下一段活用とともに｢グループ2｣と呼ばれる。
見分け方は、動詞に「ない」をつけたときの直前の文字が「イ段」になるものは上一段活用になる。　　　　　　　　　　　　　　　　　　例えば、「起きる」に「ない」をつけると「起きない」となり、「き」はイ段であるため、上一段活用だとわかる。（口語の場合）

## 上一段活用動詞の活用

### 口語
| 行   | 基本形       | 活用形 | 活用形 | 活用形 | 活用形 | 活用形 | 活用形 | 活用形       |
| 行   | 基本形       | 語幹   | 未然形 | 連用形 | 終止形 | 連体形 | 仮定形 | 命令形       |
| ---- | ------------ | ------ | ------ | ------ | ------ | ------ | ------ | ------------ |
| ア行 | 老（お）いる | 老     | -い    | -い    | -いる  | -いる  | -いれ  | -いろ・-いよ |
| ア行 | 居（い）る   | （居） | い     | い     | いる   | いる   | いれ   | いろ・いよ   |
| カ行 | 起（お）きる | 起     | -き    | -き    | -きる  | -きる  | -きれ  | -きろ・-きよ |
| カ行 | 着（き）る   | （着） | き     | き     | きる   | きる   | きれ   | きろ・きよ   |
| ガ行 | 過（す）ぎる | 過     | -ぎ    | -ぎ    | -ぎる  | -ぎる  | -ぎれ  | -ぎろ・-ぎよ |
| ザ行 | 閉（と）じる | 閉     | -じ    | -じ    | -じる  | -じる  | -じれ  | -じろ・-じよ |
| タ行 | 落（お）ちる | 落     | -ち    | -ち    | -ちる  | -ちる  | -ちれ  | -ちろ・-ちよ |
| ナ行 | 煮（に）る   | （煮） | に     | に     | にる   | にる   | にれ   | にろ・によ   |
| バ行 | 浴（あ）びる | 浴     | -び    | -び    | -びる  | -びる  | -びれ  | -びろ・-びよ |
| マ行 | 染（し）みる | 染     | -み    | -み    | -みる  | -みる  | -みれ  | -みろ・-みよ |
| マ行 | 見（み）る   | （見） | み     | み     | みる   | みる   | みれ   | みろ・みよ   |
| ラ行 | 降（お）りる | 降     | -り    | -り    | -りる  | -りる  | -りれ  | -りろ・-りよ |

### 文語
| 行   | 基本形     | 活用形 | 活用形 | 活用形 | 活用形 | 活用形 | 活用形 | 活用形 |
| 行   | 基本形     | 語幹   | 未然形 | 連用形 | 終止形 | 連体形 | 已然形 | 命令形 |
| ---- | ---------- | ------ | ------ | ------ | ------ | ------ | ------ | ------ |
| カ行 | 着（き）る | （着） | き     | き     | きる   | きる   | きれ   | きよ   |
| ナ行 | 似（に）る | （似） | に     | に     | にる   | にる   | にれ   | によ   |
| ハ行 | 干（ひ）る | （干） | ひ     | ひ     | ひる   | ひる   | ひれ   | ひよ   |
| マ行 | 見（み）る | （見） | み     | み     | みる   | みる   | みれ   | みよ   |
| ヤ行 | 射（い）る | （射） | い     | い     | いる   | いる   | いれ   | いよ   |
| ワ行 | 居（ゐ）る | （居） | ゐ     | ゐ     | ゐる   | ゐる   | ゐれ   | ゐよ   |

文語では仮定形の代わりに已然形となる。また、「ろ」に終わる命令形はない。